# バラバラ大作戦
『バラバラ大作戦』（バラバラだいさくせん）はテレビ朝日が2020年10月6日（5日深夜）から放送しているオムニバスバラエティ番組。

## 概要
テレビ朝日は、2020年10月改編をもってこれまでの『ネオバラ3』を終了させ、新しいタイプのバラエティ放送枠を立ち上げることを発表した。
テレビ朝日に所属する20代から30代のプロデューサーとディレクターらが担当し、動画配信の時代に対応した「地上波の枠にとらわれない多角的な展開で攻めていく」バラエティ放送枠とする。TVerやABEMAなど見逃し配信サービスの視聴に対応して各番組枠を20分とした。
毎月最終週の土曜未明（金曜深夜）枠は放送休止（当初は『朝まで生テレビ!』を放送するためであったが、2024年10月改編での同番組のBS朝日移動後も変わらず休止となっている）。
2022年4月改編で「ネオバラエティ」枠を解体し、「スーパーバラバラ大作戦」枠が開始。「バラバラ大作戦」枠も継続となる。
2023年4月の改編に伴い、月曜から木曜の放送枠を4番組に拡大し、合わせて各番組枠を17分に短縮。合計で18番組に増量する。
原則的に年末年始以外は全面休止となることはないが、7月第3日曜日にかかる週末の全英オープンゴルフ、8月第1週にかかる週末の全英女子オープンゴルフ、各々の開催日は一部番組を休止する。全国高等学校野球選手権大会期間中の熱闘甲子園放送日は時間繰り下げで対応する。2023年7月は、2023年世界水泳選手権（福岡県各地）のうちアーティスティックスイミングをディレイ放送で深夜に中継し、全英オープン開催日とほぼ同様に対応した。2024年2月の2024年世界水泳選手権（カタール・ドーハ）で、競泳競技は決勝などを深夜に中継して全面休止となった。
2024年4月の改編ではレギュラー番組を再び3部編成とし、第4部は10分に短縮した上で1か月限定枠『バラバラマンスリー』にリニューアルする。
2025年4月の改編では月 - 木曜版の放送時間が火 - 金曜1時58分開始に変更され、『バラバラマンスリー』の放送時間も同2時55分開始に変更された。

## 現在の番組
| 放送枠                | 月曜日（火曜未明）                 | 火曜日（水曜未明） | 水曜日（木曜未明）              | 木曜日（金曜未明）                   | 放送枠                | 金曜日（土曜未明）                      |
| --------------------- | ---------------------------------- | ------------------ | ------------------------------- | ------------------------------------ | --------------------- | --------------------------------------- |
| 第1部 （1:58 - 2:17） | 耳の穴かっぽじって聞け!            | クロナダル         | 永野&くるまのひっかかりニーチェ | サクラミーツ                         |                       |                                         |
| 第2部 （2:17 - 2:36） | MEGUMIママのいるBar                | ジャイキリダイアン | 森香澄の全部嘘テレビ            | FRUITS ZIPPERのNEW KAWAIIってしてよ? | 第1部 （2:26 - 2:43） | 新日ちゃんぴおん!                       |
| 第3部 （2:36 - 2:55） | 伊沢みなみかわのクイズに出ない世界 | 声優談子           | ゴールデンドリーム              | 私が愛した地獄                       | 第2部 （2:43 - 3:00） | わたし界隈 オーダーメイド・ドキュメント |
| 第4部 （2:55 - 3:05） | バラバラマンスリー                 | バラバラマンスリー | バラバラマンスリー              | バラバラマンスリー                   |                       |                                         |

## 番組の変遷
番組の説明は各項目を参照。

### 変遷

#### 月曜日（火曜未明）
| 放送期間 | 放送期間 | 第1部                   | 第2部                    | 第3部                                                                   | 第4部              |
| -------- | -------- | ----------------------- | ------------------------ | ----------------------------------------------------------------------- | ------------------ |
| 2020.10  | 2021.03  | さまぁ〜ず論            | かまいガチ               | あのちゃんねる                                                          | (放送無し)         |
| 2021.04  | 2021.09  | さまぁ〜ず論            | トゲアリトゲナシトゲトゲ | あのちゃんねる                                                          | (放送無し)         |
| 2021.10  | 2022.03  | イグナッツ!!            | トゲアリトゲナシトゲトゲ | もう中学生のおグッズ!                                                   | (放送無し)         |
| 2022.04  | 2022.09  | 見取り図じゃん          | トゲアリトゲナシトゲトゲ | もう中学生のおグッズ!                                                   | (放送無し)         |
| 2022.10  | 2023.03  | 見取り図じゃん          | チョコプランナー         | 満パンスター2023 -さらば&三四郎が3月にライブすることだけ決まってる番組- | (放送無し)         |
| 2023.04  | 2023.09  | 見取り図じゃん          | チョコプランナー         | 週刊ダウ通信                                                            | スーパー山添大作戦 |
| 2023.10  | 2024.03  | 見取り図じゃん          | クロナダル               | 週刊ダウ通信                                                            | スーパー山添大作戦 |
| 2024.04  | 2025.03  | 見取り図じゃん          | クロナダル               | ダウ★ツーマン                                                           | バラバラマンスリー |
| 2025.04  | 現在     | 耳の穴かっぽじって聞け! | MEGUMIママのいるBar      | 伊沢みなみかわのクイズに出ない世界                                      | バラバラマンスリー |

#### 火曜日（水曜未明）
| 放送期間 | 放送期間 | 第1部                    | 第2部                            | 第3部                         | 第4部              |
| -------- | -------- | ------------------------ | -------------------------------- | ----------------------------- | ------------------ |
| 2020.10  | 2021.03  | にゅーくりぃむ           | シタランドTV                     | イグナッツ!!                  | （放送無し）       |
| 2021.04  | 2021.09  | にゅーくりぃむ           | ぼる塾の煩悩ごはん               | イグナッツ!!                  | （放送無し）       |
| 2021.10  | 2022.03  | ホリケンのみんなともだち | ぼる塾のいいじゃないキッチン     | 〜凪咲と芸人〜マッチング      | （放送無し）       |
| 2022.04  | 2022.09  | ホリケンのみんなともだち | イワクラと吉住の番組             | 凪咲とザコシ                  | （放送無し）       |
| 2022.10  | 2023.03  | ホリケンのみんなともだち | イワクラと吉住の番組             | ランジャタイのがんばれ地上波! | （放送無し）       |
| 2023.04  | 2023.09  | 140×875                  | イワクラと吉住の番組             | ランジャタイのがんばれ地上波! | ジェシカ美術部     |
| 2023.10  | 2024.03  | 妄想ハナコ               | 新しい学校のリーダーズの課外授業 | ランジャタイのがんばれ地上波! | ジェシカ美術部     |
| 2024.04  | 2025.03  | A LABBO                  | 新しい学校のリーダーズの課外授業 | 耳の穴かっぽじって聞け!       | バラバラマンスリー |
| 2025.04  | 現在     | クロナダル               | ジャイキリダイアン               | 声優談子                      | バラバラマンスリー |

#### 水曜日（木曜未明）
| 放送期間 | 放送期間 | 第1部                           | 第2部                              | 第3部                     | 第4部              |
| -------- | -------- | ------------------------------- | ---------------------------------- | ------------------------- | ------------------ |
| 2020.10  | 2021.03  | 秋山とパン                      | あるある土佐カンパニー             | オスカルイーツ Oscar Eats | （放送無し）       |
| 2021.04  | 2021.09  | 岩井＆花澤 まんが未知           | あるある土佐カンパニー             | キョコロヒー              | （放送無し）       |
| 2021.10  | 2022.03  | 岩井＆花澤 まんが未知           | 空気階段の空気観察                 | ぺこぱポジティブNEWS      | （放送無し）       |
| 2022.04  | 2022.09  | 岩井＆花澤 まんが未知           | 空気階段の空気観察                 | アルピーテイル            | （放送無し）       |
| 2022.10  | 2023.03  | 岩井＆花澤 まんが未知           | シソンヌ長谷川×○○のキマリ          | アルピーテイル            | （放送無し）       |
| 2023.04  | 2023.09  | 岩井＆花澤 まんが未知           | シソンヌ長谷川×○○のキマリ          | ミセススクールクエスト    | 杉谷拳士が取材中   |
| 2023.10  | 2024.03  | 週刊まんが未知+                 | イワクラせいや警備保障             | 夫が寝たあとに            | 杉谷拳士が取材中   |
| 2024.04  | 2024.09  | イワクラせいや警備保障          | マユリカとおねだりフルーツジッパー | めざせ!切り出し職人       | バラバラマンスリー |
| 2024.10  | 2025.02  | 永野&くるまのひっかかりニーチェ | マユリカとおねだりフルーツジッパー | 森香澄の全部嘘テレビ      | バラバラマンスリー |
| 2025.02  | 2025.03  | ひっかかりニーチェ              | マユリカとおねだりフルーツジッパー | 森香澄の全部嘘テレビ      | バラバラマンスリー |
| 2025.04  | 2025.05  | ひっかかりニーチェ              | 森香澄の全部嘘テレビ               | ゴールデンドリーム        | バラバラマンスリー |
| 2025.05  | 現在     | 永野&くるまのひっかかりニーチェ | 森香澄の全部嘘テレビ               | ゴールデンドリーム        | バラバラマンスリー |

#### 木曜日（金曜未明）
| 放送期間 | 放送期間 | 第1部                   | 第2部                                    | 第3部                                                                   | 第4部               |
| -------- | -------- | ----------------------- | ---------------------------------------- | ----------------------------------------------------------------------- | ------------------- |
| 2020.10  | 2021.03  | ブイ子のバズっちゃいな! | 歌カツ! 〜歌うま中高生応援プロジェクト〜 | 会心の1ゲー                                                             | （放送無し）        |
| 2021.04  | 2021.09  | NEWニューヨーク         | そんな食べ方あったのか!                  | 会心の1ゲー                                                             | （放送無し）        |
| 2021.10  | 2022.03  | NEWニューヨーク         | ハマスカ放送部                           | 野田レーザーの逆算                                                      | （放送無し）        |
| 2022.04  | 2022.09  | ぺこぱポジティブNEWS    | 阿佐ヶ谷ワイド!!                         | 野田レーザーの逆算                                                      | （放送無し）        |
| 2022.10  | 2023.03  | ぺこぱポジティブNEWS    | 阿佐ヶ谷ワイド!!                         | トンツカタン森本＆フワちゃんの 『Thursday Night Show』 ～学ばない英語～ | （放送無し）        |
| 2023.04  | 2023.09  | サクラミーツ            | 〜なぜここにいるの?〜ごみ物語            | トンツカタン森本＆フワちゃんの 『Thursday Night Show』 ～学ばない英語～ | ソレいる?六本木会議 |
| 2023.10  | 2024.03  | サクラミーツ            | 〜なぜここにいるの?〜ごみ物語            | 研修テレビ!!                                                            | めざせ!切り出し職人 |
| 2024.04  | 2024.09  | サクラミーツ            | 集まれ!キャラクター麻雀                  | 研修テレビ!!                                                            | バラバラマンスリー  |
| 2024.10  | 2025.03  | サクラミーツ            | 集まれ!キャラクター麻雀                  | 私が愛した地獄                                                          | バラバラマンスリー  |
| 2025.04  | 現在     | サクラミーツ            | FRUITS ZIPPERのNEW KAWAIIってしてよ?     | 私が愛した地獄                                                          | バラバラマンスリー  |

#### 金曜日（土曜未明）
| 放送期間 | 放送期間 | 第1部              | 第2部                                   |
| -------- | -------- | ------------------ | --------------------------------------- |
| 2020.10  | 2021.09  | 新日ちゃん。       | ももクロちゃんと!                       |
| 2021.10  | 2022.03  | 新日ちゃんぴおん。 | あるある土佐カンパニー2                 |
| 2022.04  | 2022.09  | 新日ちゃんぴおん。 | キヨヅカライザー 〜音楽考察バラエティ〜 |
| 2022.10  | 2023.03  | 新日ちゃんぴおん。 | 音チク コンサート                       |
| 2023.04  | 2023.09  | 新日ちゃんぴおん!  | ダブルタップミステリー                  |
| 2023.10  | 2024.03  | 新日ちゃんぴおん!  | イミコワ考察ミステリー 不気味な答え     |
| 2024.04  | 2024.09  | 新日ちゃんぴおん!  | 不気味な答え 恋愛考察ミステリー         |
| 2024.10  | 2025.03  | 新日ちゃんぴおん!  | 叫叫男子 〜金曜深夜のホラーゲーム〜     |
| 2025.04  | 現在     | 新日ちゃんぴおん!  | わたし界隈 オーダーメイド・ドキュメント |

### 枠移動
当枠へ
- 『かまいガチ』（2020年10月6日 - 2021年3月23日）
  - MC：かまいたち

単発特番から月曜第2部でレギュラー化。
- 『にゅーくりぃむ』（2020年10月7日 - 2021年9月29日）
  - MC：くりぃむしちゅー

2020年9月まで土曜未明（金曜深夜）に放送されていた前身番組『くりぃむナンチャラ』から改題リニューアル。
- 『シタランドTV』（2020年10月7日 - 2021年3月24日）
  - MC：設楽統（バナナマン）

2020年9月まで金曜未明（木曜深夜）に放送されていた前身番組『探シタラTV』から改題リニューアル。
- 『オスカルイーツ Oscar Eats』（2020年10月8日 - 2021年3月25日）
  - MC：尾碕真花、井本彩花、ロシアン佐藤

2020年9月まで土曜未明（金曜深夜）に放送されていた前身番組『オスカル!はなきんリサーチ』から改題リニューアル。
- 『ブイ子のバズっちゃいな!』（2020年10月9日 - 2021年3月26日）
  - MC：小峠英二（バイきんぐ）、ブイ子

2019年1月から放送の前座番組『超人女子戦士 ガリベンガーV』からの拡大リニューアル。
- 『140×875』（2023年4月5日 - ）
  - MC：ハナコ
- 『〜なぜここにいるの?〜ごみ物語』（2023年4月7日 - ）
  - MC：滝沢秀一（マシンガンズ）、森田哲矢（さらば青春の光）、岡野陽一
- 『ダブルタップミステリー』（2023年4月8日 - ）
  - MC：尾形貴弘（パンサー）

以上3番組は『お願い!ランキング presents そだてれび』内のオーディション企画の勝ち抜きにより編成。
- 『MEGUMIママのいるBar』（2025年4月1日 - ）
  - MC：MEGUMI

単発特番から月曜第2部でレギュラー化[10]。

当枠から
- 『かまいガチ』（2020年10月6日 - 2021年3月23日）
  - MC：かまいたち

2021年4月から金曜未明 0:15 - 0:45（木曜ネオバラエティ2）を経て、2022年4月からスーパーバラバラ大作戦に昇格。
- 『にゅーくりぃむ』（2020年10月7日 - 2021年9月29日）
  - MC：くりぃむしちゅー

2021年10月からは『くりぃむナンタラ』に改題の上、日曜21:55 - 22:25（2022年4月からは30分拡大して22:55まで）に昇格。2023年4月からスーパーバラバラ大作戦に移動。
- 『キョコロヒー』（2021年4月1日 - 9月30日）
  - MC：齊藤京子（日向坂46）、ヒコロヒー

2021年10月から木曜未明 0:15 - 0:45（水曜ネオバラエティ2）を経て、2022年4月からスーパーバラバラ大作戦に昇格。
- 『ブイ子のバズっちゃいな!』（2020年10月9日 - 2021年3月26日）
  - MC：小峠英二（バイきんぐ）、ブイ子

2021年4月から木曜未明 0:15 - 0:45（水曜ネオバラエティ2）に昇格。
- 『ハマスカ放送部』（2021年10月8日 - ）
  - MC：ハマ・オカモト（OKAMOTO'S）、齋藤飛鳥（乃木坂46）
2022年4月から火曜 0:15 - 0:45（月曜スーパーバラバラ大作戦第3部）に昇格。
- 『会心の1ゲー』（2020年10月9日 - 2021年10月1日）
  - MC：森田哲矢（さらば青春の光）
2021年10月から「お願い!ランキング」内の企画として「さらば×見取り図 お願い!ゲーム予備校」と改題の上、火曜未明0:50 - 1:20（月曜深夜）へ枠移動。
- 『ももクロちゃんと!』（2020年10月10日 - 2021年10月2日）
  - MC：ももいろクローバーZ、寺川俊平（テレビ朝日アナウンサー）

2021年10月9日から日曜未明 3:20 -3:40（土曜深夜）に移動。
- 『NEWニューヨーク』（2021年4月2日 - ）
  - MC：ニューヨーク

2022年4月から水曜 23:45 - 0:15（水曜スーパーバラバラ大作戦第2部）に昇格。
- 『トゲアリトゲナシトゲトゲ』（2021年3月30日 - ）
  - MC：福田麻貴（3時のヒロイン）、加納（Aマッソ）、サーヤ（ラランド）

2022年10月から「トゲトゲTV」と改題の上、木曜 0:15 - 0:45（水曜スーパーバラバラ大作戦第3部）に昇格。
- 『ホリケンのみんなともだち』（2021年10月6日 - 2023年3月）
  - MC：堀内健（ネプチューン）

2023年4月より『お願い!ランキング presents そだてれび』内で月1回程度の放送となる。
- 『イワクラと吉住の番組』（2022年4月6日 - ）
  - MC：イワクラ（蛙亭）、吉住

2023年10月から水曜 0:15 - 0:45（火曜スーパーバラバラ大作戦第3部）に昇格[11]。
- 『チョコプランナー』（2022年10月4日 - ）
  - MC：チョコレートプラネット

2023年10月から木曜 0:15 - 0:45（水曜スーパーバラバラ大作戦第3部）に昇格[11]。
- 『夫が寝たあとに』（2023年10月5日 - 2024年3月28日）
  - MC：藤本美貴、横澤夏子

2024年4月7日から放送時間を30分に拡大して日曜 0:30 - 1:00（土曜深夜）に移動[12]。
- 『見取り図じゃん』（2022年4月5日 - ）
  - MC：見取り図

2025年4月7日から月曜 0:10 - 0:40（日曜深夜）に移動[13]。

枠内
- 『イグナッツ!!』
  - MC：EXIT、Creepy Nuts

2021年10月に火曜第3部から月曜第2部へ昇格。
- 『あるある土佐カンパニー2』
  - MC：土佐兄弟、ねお、三谷紬（テレビ朝日アナウンサー）

2021年10月に改題の上、水曜第2部から金曜第2部に移動。
- 『ぺこぱポジティブNEWS』
  - MC：ぺこぱ

2022年4月に水曜第3部から木曜第1部へ昇格。
- 『イワクラせいや警備保障』
  - MC：イワクラ（蛙亭）、せいや（霜降り明星）

2024年4月に水曜第2部[14]から水曜第1部[15]へ昇格。
- 『めざせ!切り出し職人』
  - MC：新内眞衣、寺川俊平（テレビ朝日アナウンサー）

2024年4月に木曜第4部[16]から水曜第3部[15]へ昇格。
- 『耳の穴かっぽじって聞け!』
  - MC：井口浩之（ウエストランド）

2025年4月に火曜第3部[17]から月曜第1部[8]へ昇格。
- 『クロナダル』
  - MC：クロちゃん（安田大サーカス）、ナダル（コロコロチキチキペッパーズ）

2025年4月に月曜第2部[18]から火曜第1部[8]へ昇格。
- 『森香澄の全部嘘テレビ』
  - MC：森香澄

2025年4月に水曜第3部[19]から水曜第2部[8]へ昇格。

『バラバラマンスリー』からレギュラー枠へ
- 『永野&くるまのひっかかりニーチェ』
  - MC：永野、髙比良くるま（令和ロマン）、三谷紬（テレビ朝日アナウンサー）

2024年7月期『バラバラマンスリー』で放送された『永野&くるま クレバーなクレーマー』から改題の上、同年10月から水曜第1部で放送[19]。
- 『森香澄の全部嘘テレビ』
  - MC：森香澄

2024年6月期『バラバラマンスリー』で放送、同年10月から水曜第3部で放送[19]。
- 『私が愛した地獄』
  - MC：ぺえ、RIHO（平成フラミンゴ）、稲田美紀（紅しょうが）

2024年4月期『バラバラマンスリー』で放送、同年10月から木曜第3部で放送[19]。

## バラバラ大選挙
放送中の全14番組の中で一番面白い番組を投票で決める企画。視聴者の投票とテレビ朝日スタッフの投票（第5回は一般投票のみ、第6回は社内投票のみ）で最も票を集めた番組がそれぞれグランプリとなり、特番が制作される。第3回、第4回、第6回はグランプリに選ばれた番組が「スーパーバラバラ大作戦」枠に昇格している。
第1回
- 開催期間…2020年12月21日 - 2021年1月10日
- 視聴者グランプリ : 『ブイ子のバズっちゃいな!』[21]
- テレ朝グランプリ : 『かまいガチ』[21]

第2回
- 開催期間…2021年6月7日 - 6月18日
- 視聴者グランプリ : 『キョコロヒー』[22]
- テレ朝グランプリ : 『NEWニューヨーク』[22]

第3回
- 開催期間…2021年12月20日 - 2022年1月10日
- 視聴者グランプリ : 『ハマスカ放送部』[23]
- テレ朝グランプリ : 『NEWニューヨーク』[23]

第4回
- 開催期間…2022年6月13日 - 7月3日
- 視聴者グランプリ・テレ朝グランプリ（2冠） : 『トゲアリトゲナシトゲトゲ』[24]

第5回
- 開催期間…2022年12月19日 - 2023年1月9日
- グランプリ : 『新日ちゃんぴおん。』[25]

第6回
- 開催期間…2023年6月23日 - 7月7日[26]
- グランプリ : 『イワクラと吉住の番組』[27]

第7回
- 開催期間…2023年12月18日 - 2024年1月4日
- グランプリ : 『サクラミーツ』[28]

## バラバラフェス
2021年8月12日(木)に バラバラフェスと題した3時間の番組を配信。夜20時から23時までTELASA、ABEMA、TVer、YouTube・動画、はじめてみましたチャンネル各プラットフォームで生配信された。出演は亜生（ミキ）、あの、加納（Aマッソ）、齊藤京子（日向坂46）、サーヤ（ラランド）、土佐兄弟、ニューヨーク、ヒコロヒー、福田麻貴（3時のヒロイン）、フワちゃん、ぼる塾、森田哲矢（さらば青春の光）、矢野通、田口隆祐、タイチ、エル・デスペラード（以上、新日本プロレス）。
第1部はあるある土佐カンパニーのフォーマットで送る「バラバラトークFES」。視聴者とともにあるあるネタを披露。第2部は「バラバラゲームFES」。会心の1ゲー持ち込み企画で、番組で企画制作されたゲームを番組出演者とプレイする。第3部はあのちゃんねるをベースに、あのが曲を披露する「あるある音楽FES」。第4部は同じテーマを基にそんな食べ方あったのかチームとぼる塾の煩悩ごはんチームが料理を作りあう「バラバラグルメFES」。第4部はトゲアリトゲナシトゲトゲをベースにした「バラバラお笑いFES」。番組で誕生した大喜利システムに各番組MC陣が挑む。
2022年7月23日には、「テレビ朝日・六本木ヒルズ 夏祭り SUMMER STATION」の一環として、2度目のバラバラフェスを開催、『もう中学生のおグッズ!』と『空気階段の空気観察』の公開収録が行われた。

## 大バラバラ生放送
2023年1月3日(火) 0:10 - 3:10（2日深夜）にテレビ朝日で生放送の特別番組『大バラバラ生放送2023～撮れ高コラボ新年会～』が放送された。司会の齊藤京子（日向坂46）、ヒコロヒー、アシスタントの並木万里菜（テレビ朝日アナウンサー）、審査員ルームの寺川俊平（テレビ朝日アナウンサー）、アキラ100%、レイザーラモンRG、槙野智章、トム・ブラウンが番組全編にわたって生出演したほか、オープニングアクトとしてクールポコ。が番組冒頭に、スタジオゲストとして見取り図、阿佐ヶ谷姉妹、長谷川忍（シソンヌ）が第1部に、福田麻貴（3時のヒロイン）、加納（Aマッソ）、森本晋太郎（トンツカタン）、ランジャタイが第2部に、イワクラ（蛙亭）、吉住が第3部と第4部に、ニューヨーク、三四郎が第4部にそれぞれ生出演した。
番組ではスーパーバラバラ大作戦とバラバラ大作戦の一部番組によるコラボロケのVTRを放送した。放送されたコラボロケは次の通り。
- 『阿佐ヶ谷ワイド!!』×『シソンヌ長谷川×○○のキマリ』（第1部で放送。出演…阿佐ヶ谷姉妹、長谷川忍（シソンヌ））
- 『チョコプランナー』×『アルピーテイル』（第1部で放送。出演…チョコレートプラネット、アルコ&ピース、ナレーション…矢端名結）
- 『証言者バラエティ アンタウォッチマン!』×『ランジャタイのがんばれ地上波!』（第2部で放送。出演…アンタッチャブル、サンドウィッチマン、ランジャタイ、あぁ〜しらき）
- 『トゲトゲTV』×『ぺこぱポジティブNEWS』（第2部で放送。出演…福田麻貴（3時のヒロイン）、加納（Aマッソ）、サーヤ（ラランド）、シュウペイ（ぺこぱ）、佐藤ちひろ（テレビ朝日アナウンサー））
- 『まんが未知』×『爆問×伯山の刺さルール!』（第4部で放送。出演…岩井勇気（ハライチ）、花澤香菜、爆笑問題）
- 『NEWニューヨーク』×『満パンスター2023 -さらば&三四郎が3月にライブすることだけ決まってる番組-』（第4部で放送。出演…ニューヨーク、さらば青春の光、三四郎）

このほか第3部では『イワクラと吉住の番組』の特別VTR（出演…岡野陽一、さらば青春の光）が放送された。

## バラバラマンスリー
2024年4月期より開始した月替わりの10分枠。基本的に1番組につき4週の放送だが、番組によっては3週のみの場合もある（余った週は再放送）。反響が大きかった番組はバラバラ大作戦にレギュラー入りできるチャンスが生まれる。
| 放送枠  | 月曜日（火曜未明）                               | 火曜日（水曜未明）                                         | 水曜日（木曜未明）                            | 木曜日（金曜未明）                                           |
| ------- | ------------------------------------------------ | ---------------------------------------------------------- | --------------------------------------------- | ------------------------------------------------------------ |
| 2024.04 | ぱーてぃーちゃんとシルバーちゃん                 | 私が愛した地獄                                             | 永野と見る怖いコント                          | ミステリーバラエティー AGASA〜お見送り芸人しんいち殺人事件〜 |
| 2024.05 | 四千行進〜やるコトはすべて台本に書いてあります〜 | マユリカのずっとキュンダチ〜友情深める男4旅〜              | 貴女のそばの妖怪ちゃん                        | 沼る女の収支報告                                             |
| 2024.06 | 森香澄の全部嘘テレビ                             | 推しの番号 教えます。                                      | ストリートタイムカプセル                      | 匿名トークショー                                             |
| 2024.07 | 永野&くるま クレバーなクレーマー                 | ベンダー革命!                                              | 壁になりたいオタクのあたし。                  | あなたの復讐、実況します!                                    |
| 2024.08 | ジャパニーズナイトウォーカー                     | カンペ劇場「完ペキな未来へ」                               | 推しと夏祭り                                  | ストレンジグラデーション                                     |
| 2024.09 | さらばの双六ひみつ倶楽部                         | ケムリ×ニシダ×ぐんぴぃのモテないのなぁぜなぁぜ?            | カズレーザー100%                              | 東京デートアカデミー                                         |
| 2024.10 | （過去番組の傑作選）                             | アスリートマッチングTV〜メダリスト(秘)プロフィール交換会〜 | 声優妻を放置したら…マンガ読みながら○○してた件 | さや香コットンの東京モノ申す                                 |
| 2024.11 | （過去番組の傑作選）                             | あの街で終電逃したら                                       | ずん飯尾の社員食堂調査隊                      | ぼっち誕生日おめでとう                                       |
| 2024.12 | （過去番組の傑作選）                             | 密会×芸人                                                  | 3分間で泣ける話                               | 監視員 秋山                                                  |
| 2025.01 | （過去番組の傑作選）                             | ウチらのエモい平成                                         | 最初のテレビ                                  | エバースの知らぬが冠                                         |
| 2025.02 | （過去番組の傑作選）                             | 某所のカリスマ                                             | 今、行ってはいけない!海外危険エリア           | 脳筋バラエティ 透明人間キンタロー。                          |
| 2025.03 | ワールドディスパッチ                             | 山里亮太と平成デトックス                                   | 海外で髪を切るだけの番組                      | おひとりさまカラオケ～あの人、一体何歌う?～                  |
| 2025.04 | 勝ち組老後案内人 松井ケムリの老後ドリーム        | ニカゲーム                                                 | パクチーテレビ                                | ピンスポ                                                     |
| 2025.05 | 松井ケムリのモクモク旅                           | 神様、一生のお願いです。                                   | 夢を叶えるバッテリィズ                        | 声王                                                         |
| 2025.06 | こたけ法律事務所                                 | エバースの知らぬが冠                                       | 聞き耳キタニ                                  | ときめき青春リターン部                                       |
| 2025.07 | 空を見上げながら                                 | 呪霊も普通にいきたいよ                                     | 私の神客 紹介します                           | アナタは閉じ込められました                                   |

- 『ぱーてぃーちゃんとシルバーちゃん』
  - 放送日：2024年4月2日・9日・16日・23日
  - MC：ぱーてぃーちゃん

元気で幸せな老後生活を送るシルバーちゃん（高齢者）をぱーてぃーちゃんが施設を訪れ、徹底調査する番組。

- 『私が愛した地獄』
  - 放送日：2024年4月3日・10日・17日・24日
  - MC：ぺえ、RIHO（平成フラミンゴ）
  - ゲスト：よしあき（#1・2）、絃瀬聡一（#3・4）

街頭インタビューで聞いた他人から見れば地獄でも本人にとっては「忘れられない沼った恋愛」を見て、語り合う恋愛トークバラエティ。

- 『永野と見る怖いコント』
  - 放送日：2024年4月4日・11日・18日・25日
  - MC：永野
  - 芸人：かもめんたる（#1）、元祖いちごちゃん・ニッポンの社長（#2）、ガクヅケ・鬼ヶ島（#3）、サツマカワRPG・トンツカタン（#4）

芸人たちの怖いコントを永野と見る番組。視聴後に永野がコントなどについて講評をする。

- 『ミステリーバラエティー AGASA〜お見送り芸人しんいち殺人事件〜』
  - 放送日：2024年4月5日・12日・19日・26日
  - MC（案内人）：松丸亮吾、平子祐希（アルコ&ピース）
  - 出演：お見送り芸人しんいち、新内眞衣、関太、野田クリスタル（マヂカルラブリー）、村重杏奈、吉村崇（平成ノブシコブシ）

ミステリーの世界に入り、台本無しの本人役で事件の犯人を推理する番組。
テレビ朝日とノーミーツによる共同主催・企画・制作の舞台のテレビ版。[35]

出典：
- 『四千行進〜やるコトはすべて台本に書いてあります〜』
  - 放送日：2024年5月7日・14日・21日・28日
  - MC：四千頭身

- 『マユリカのずっとキュンダチ〜友情深める男4旅〜』
  - 放送日：2024年5月8日・15日・22日・29日
  - MC：マユリカ
  - ゲスト：大久保波留・平本健（DXTEEN）

- 『貴女のそばの妖怪ちゃん』
  - 放送日：2024年5月9日・16日・23日・30日
  - MC：森香澄、森田哲矢（さらば青春の光）、みなみかわ
  - 出演：峯岸みなみ、西山茉希、大島麻衣、紺野ぶるま

- 『沼る女の収支報告』
  - 放送日：2024年5月10日・17日・24日・31日
  - MC：田辺智加（ぼる塾）

出典：
- 『森香澄の全部嘘テレビ』
  - 放送日：2024年6月4日・11日・18日・25日
  - MC：森香澄

- 『推しの番号 教えます。』
  - 放送日：2024年6月5日・12日・19日・26日
  - MC：黒沢かずこ（森三中）、伊藤俊介（オズワルド）
  - 出演：荒川（エルフ、#1・2）、野田クリスタル（マヂカルラブリー、#3・4）

- 『ストリートタイムカプセル』
  - 放送日：2024年6月6日・13日・20日・27日
  - MC：滝沢カレン、春日俊彰（オードリー）
  - 出演：九条ジョー（#2）

- 『匿名トークショー』
  - 放送日：2024年6月7日・14日・21日・28日
  - MC：屋敷裕政（ニューヨーク）、野村真季（テレビ朝日アナウンサー）

出典：
- 『永野&くるま クレバーなクレーマー』
  - 放送日：2024年7月2日・9日・16日・23日
  - MC：永野、髙比良くるま（令和ロマン）、三谷紬（テレビ朝日アナウンサー）

- 『ベンダー革命!』
  - 放送日：2024年7月3日・10日・17日・24日
  - MC：コットン

- 『壁になりたいオタクのあたし。』
  - 放送日：2024年7月4日・11日・18日（全3話）
  - 出演：森田想、友永杏慈、林勇輝、スミマサノリ

- 『あなたの復讐、実況します!』
  - 放送日：2024年7月5日・12日・19日（全3話）
  - 出演：西村真二（コットン）、神倉千晶、他

出典：
- 『ジャパニーズナイトウォーカー』
  - 放送日：2024年8月6日・13日・20日・27日
  - MC：吉村崇（平成ノブシコブシ）

- 『カンペ劇場「完ペキな未来へ」』
  - 放送日：2024年8月7日・14日・21日・28日
  - 出演：長谷川忍（シソンヌ）、松倉海斗（Travis Japan）、熊田曜子、国崎和也（ランジャタイ）、山添寛（相席スタート）

- 『推しと夏祭り』
  - 放送日：2024年8月1日・8日・15日・22日
  - MC：せいや（霜降り明星）、弘中綾香（テレビ朝日アナウンサー）
  - アイドル：松本かれん（FRUITS ZIPPER、#1）、末永桜花（SKE48、#2）、あいす（iLIFE!、#3）、本田康祐（OWV、#4）

- 『ストレンジグラデーション』
  - 放送日：2024年8月16日・23日・30日（全3回）
  - MC：ヤーレンズ

出典：
- 『さらばの双六ひみつ倶楽部』
  - 放送日：2024年9月3日・10日・17日・24日
  - MC：さらば青春の光、三谷紬（テレビ朝日アナウンサー）
  - ゲスト：高野正成（きしたかの、#1・2）、柏木由紀（#3・4）

- 『ケムリ×ニシダ×ぐんぴぃのモテないのなぁぜなぁぜ?』
  - 放送日：2024年9月4日・11日・18日・25日
  - MC：松井ケムリ（令和ロマン）、ニシダ（ラランド）、ぐんぴぃ（春とヒコーキ）

- 『カズレーザー100%』
  - 放送日：2024年9月5日・12日・19日（全3回）
  - MC：カズレーザー（メイプル超合金）
  - ゲスト：芝大輔（モグライダー）、トム・ブラウン

- 『東京デートアカデミー』
  - 放送日：2024年9月6日・13日・20日・27日
  - MC：平子祐希（アルコ＆ピース）、植草美幸
  - ゲスト：紅しょうが（#1・2）、チャンス大城・みなみかわ（#3・4）

出典：
- 『アスリートマッチングTV〜メダリスト(秘)プロフィール交換会〜』
  - 放送日：2024年10月2日・9日・16日・23日
  - 出演：ウルフ・アロン・大橋悠依（#1・2）、角田夏実・藤波朱理（#3・4）

- 『声優妻を放置したら…マンガ読みながら○○してた件』
  - 放送日：2024年10月3日・10日・17日・24日
  - MC：牧野由依、尾崎由香、黒沢ともよ

- 『さや香コットンの東京モノ申す』
  - 放送日：2024年10月4日・11日・18日・25日
  - MC：さや香、コットン

出典：
- 『あの街で終電逃したら』
  - 放送日：2024年11月6日・13日・20日・27日
  - MC：向井慧（パンサ―）
  - 出演：田中美久（#1・3）、大谷映美里（=LOVE、#2・4）

- 『ずん飯尾の社員食堂調査隊』
  - 放送日：2024年11月7日・14日・21日（全3回）
  - MC：飯尾和樹（ずん）、荒井理咲子（テレビ朝日アナウンサー）

- 『ぼっち誕生日おめでとう』
  - 放送日：2024年11月8日・15日・22日・29日
  - MC：ゆうちゃみ、莉犬（すとぷり）

出典：
- 『密会×芸人』
  - 放送日：2024年12月4日・11日・18日（全3回）
  - 出演：あんり（ぼる塾）・ユーサク（#1）、チャンス大城・みひろ（#2）、稲田美紀（紅しょうが）・北村将清（#3）

- 『3分間で泣ける話』
  - 放送日：2024年12月5日・12日・19日（全3回）
  - MC：藤井隆
  - ゲスト：富田望生（#1・3）、稲田美紀（紅しょうが、#2）
  - 声優：内田真礼、浪川大輔（#1・3）、寺内よりえ（#2）

- 『監視員 秋山』
  - 放送日：2024年12月6日・13日・20日（全3回）
  - MC：秋山竜次（ロバート）

出典：
- 『ウチらのエモい平成』
  - 放送日：2025年1月8日・15日・22日・29日
  - MC：青山テルマ、K（&TEAM）
  - 出演：山下メロ

- 『最初のテレビ』
  - 放送日：2025年1月9日・16日・23日・30日
  - MC：せいや（霜降り明星）
  - 出演：トニーフランク、イワクラ（蛙亭）、ヨネダ2000、コットン、増田樹乃、阪田マリン

- 『エバースの知らぬが冠』
  - 放送日：2025年1月10日・17日・24日・31日
  - MC：エバース
  - 出演：渡辺ポット（#1・2）、ガッパー稲吉（ぶったま、#1・2）朋香（#1・2）、塚越愛実（#1・2）、ひなたまる（#1・2）、涼花くるみ（#2）、蘭（#3・4）、松村梨穂菜（#3）

出典：
- 『某所のカリスマ』
  - 放送日：2025年2月5日・12日・19日・26日
  - MC：すがちゃん最高No.1（ぱーてぃーちゃん）、Den（リンダカラー∞）
  - 出演：平子祐希（アルコ&ピース）

- 『今、行ってはいけない! 海外危険エリア』
  - 放送日：2025年2月6日・13日・20日・27日
  - MC：なすなかにし
  - ゲスト：新内眞衣（#1・2）、山田せいあ（スーパーベイビーズ、#3・4）

- 『脳筋バラエティ 透明人間キンタロー。』
  - 放送日：2025年2月7日・14日・21日・28日
  - MC：キンタロー。
  - ゲスト：猪狩蒼弥（#2）

出典：
- 『ワールドディスパッチ』
  - 放送日：2025年3月4日・11日・18日・25日
  - MC：せいや（霜降り明星）、森本晋太郎（トンツカタン）

- 『山里亮太と平成デトックス』
  - 放送日：2025年3月5日・12日・19日・26日
  - MC：山里亮太（南海キャンディーズ）
  - ゲスト：ヒコロヒー（#1・2）、二階堂高嗣（Kis-My-Ft2、#3・4）

- 『海外で髪を切るだけの番組』
  - 放送日：2025年3月6日・13日・20日・27日
  - MC：平子祐希（アルコ&ピース）、芝大輔（モグライダー）、ヒコロヒー
  - 出演：永田敬介

- 『おひとりさまカラオケ～あの人、一体何歌う?～』
  - 放送日：2025年3月7日・14日・21日・28日
  - 出演：もっさ（ネクライトーキー、#1）、エース（バッテリィズ、#2）、hitomi（#3）、紬衣（Conton Candy、#4）

出典：
- 『勝ち組老後案内人 松井ケムリの老後ドリーム』
  - 放送日：2025年4月1日・8日・15日・22日
  - MC：松井ケムリ（令和ロマン）、荒井理咲子（テレビ朝日アナウンサー）
  - ゲスト：山田邦子・みなみかわ（#1・2）、いとうあさこ・チャンス大城（#3・4）

- 『ニカゲーム』
  - 放送日：2025年4月2日・9日・16日・23日
  - MC：二階堂高嗣（Kis-My-Ft2）
  - ゲスト：猪俣周杜（timelesz）、松井ケムリ（令和ロマン）

- 『パクチーテレビ』
  - 放送日：2025年4月3日・10日・17日・24日
  - MC：ななまがり、トム・ブラウン、布施宏倖（テレビ朝日アナウンサー、#3・4）
  - ゲスト：阿部なつき（#1・3・4）、水野舞菜（#3・4）、橋本桃呼（高嶺のなでしこ、#3・4）

- 『ピンスポ』
  - 放送日：2025年4月4日・11日・18日・25日
  - MC：マヂカルラブリー、清水俊輔（テレビ朝日アナウンサー）
  - ゲスト：山之内すず（#1・2）、村重杏奈（#3・4）

出典：
- 『松井ケムリのモクモク旅』
  - 放送日：2025年5月6日・13日・20日・27日
  - MC：松井ケムリ（令和ロマン）
  - ゲスト：Hiro（MY FIRST STORY、#1・2）、ゴー☆ジャス（#1・2）、みりちゃむ（#3・4）、吉原怜那（ダウ90000、#3・4）

- 『神様、一生のお願いです。』
  - 放送日：2025年5月7日・14日・21日・28日
  - MC：狩野英孝
  - ゲスト：みりちゃむ
  - 出演：兼光タカシ

- 『夢を叶えるバッテリィズ』
  - 放送日：2025年5月8日・15日・22日・29日
  - MC：バッテリィズ
  - ゲスト：アントニー（マテンロウ、#1・2）、大鶴肥満（ママタルト、#1・2）、渡辺翔太（くらげ、#1・2）、エバース（#1・2）

- 『声王』
  - 放送日：2025年5月9日・16日・23日・30日
  - MC：ぼる塾
  - 出演：末次純、宮地海斗、山元聖也、吉川幸宏、茜柊一朗
  - 審査員：平田広明（#4）

出典：
- 『こたけ法律事務所』
  - 放送日：2025年6月3日・10日・17日・24日
  - MC：こたけ正義感
  - ゲスト：サーヤ（ラランド、#1・2）

- 『エバースの知らぬが冠』
  - 放送日：2025年6月4日・11日・18日・25日
  - MC：エバース
  - 出演：箕輪智征（金魚番長、#1・2）、大川内聡（軟水、#1・2）、岡島彩花、犬嶋英沙（#1・2）、浅見りおん（#1・2）

- 『聞き耳キタニ』
  - 放送日：2025年6月5日・12日・19日・26日
  - MC：キタニタツヤ

- 『ときめき青春リターン部』
  - 放送日：2025年6月6日・20日・27日（全3回）
  - MC：超ときめき♡宣伝部
  - ゲスト：ラブレターズ、みちお（トム・ブラウン、#3）

出典：
- 『空を見上げながら』
  - 放送日：2025年7月1日・8日・15日・29日
  - MC：金城碧海（JO1）
  - 出演：くっきー!（野性爆弾、#1・2）、川原克己（天竺鼠、#1・2）、辻（ニッポンの社長、#3・4）、エース（バッテリィズ、#3・4）

- 『呪霊も普通にいきたいよ』
  - 放送日：2025年7月2日・9日・16日・30日
  - 出演：ヤーレンズ、中澤瞳、SKRYU（#3・4）、南翔太（#3・4）

- 『私の神客 紹介します』
  - 放送日：2025年7月3日・10日・17日（全3回）
  - MC：松村沙友理
  - 出演：みひろ（#1）、スギちゃん（#2）

- 『アナタは閉じ込められました』
  - 放送日：2025年7月4日・11日・18日（全3回）
  - MC：松丸亮吾
  - ゲスト：松田迅（INI）、尾形貴弘（パンサー）